# Ciclo de canciones
Un ciclo de canciones es un grupo de canciones diseñadas para ser ejecutadas secuencialmente como una sola entidad. Usualmente todas las canciones son del mismo compositor y utilizan versos del mismo poeta. Un ciclo de canciones mantiene su unidad al referirse al mismo tema o al contar una historia.
El término se originó para describir ciclos de canciones de la música vocal más importante del siglo XIX (frecuentemente conocidos por el término alemán Lieder) y su uso se ha extendido también a la música popular.

## Ciclos de canciones en la música clásica
El primer ejemplo generalmente aceptado de un ciclo de canciones es An die ferne Geliebte de Ludwig van Beethoven (1816). 
El género alcanza su apogeo con los ciclos de Franz Schubert: Die schöne Müllerin (1823) y Winterreise (1827), basado en poemas de Wilhelm Müller. Schwanengesang (1828) de Franz Schubert, aunque recogido con carácter póstumo también se ejecuta frecuentemente como un ciclo. 
Los ciclos más conocidos de Robert Schumann son Dichterliebe (1840), Myrthen y Frauenliebe und Leben (1840) como dos colecciones tituladas Liederkreis (1840) —palabra alemana que significa ciclo de canciones— basadas, respectivamente, en textos de Heinrich Heine y de Joseph von Eichendorff. 
Hugo Wolf hizo algo así como una especialidad de la composición de ciclos de canciones. Benjamin Britten también compuso varios ejemplos, incluyendo The Holy Sonnets of John Donne, 7 Sonnets of Michelangelo, Sechs Hölderlin-Fragmente, y Winter Words, todos con acompañamiento de piano y Les Illuminations, Serenade for Tenor, Horn and Strings, y Nocturne, con orquesta.
Otros ejemplos incluyen Les nuits d'été (1841) de Hector Berlioz, las Wesendonck Lieder - único ciclo de canciones compuesto por Richard Wagner- La bonne chanson, La chanson d'Ève y L'horizon chimérique de Gabriel Fauré, también llamados "melodies" en vez de "Lieder".
Hacia el final del siglo XIX se destacan los ciclos de Gustav Mahler: Lieder eines fahrenden Gesellen, "Rückert-Lieder", Kindertotenlieder y Das Lied von der Erde y de Richard Strauss, cuya última obra es un ciclo de canciones con orquesta, las "Cuatro últimas canciones".
Ciclos posteriores en otros idiomas incluyen a Pierrot Lunaire de Arnold Schoenberg, "Sea Pictures" de Edward Elgar, Canciones amatorias y Tonadillas de Enrique Granados, Canciones epigramáticas de Amadeo Vives, Siete canciones populares españolas de Manuel de Falla, Poèmes pour Mi, Chants de terre et de ciel y Harawi de Olivier Messiaen, Songfest de Leonard Bernstein, Cinco canciones negras de Xavier Montsalvatge, Combat del somni de Federico Mompou, Hermit Songs y Despite and Still de Samuel Barber, y Paroles tissées y Chantefleurs et Chantefables de Witold Lutoslawski.
El ciclo de canciones es una forma musical que continúa atrayendo a los compositores, como al inglés Gerald Finzi que tiene en su corto catálogo nueve ciclos de canciones, con poemas de Thomas Hardy y Christina Rossetti. Ejemplos recientes incluyen Honey and Rue de André Previn, compuesto para la soprano estadounidense Kathleen Battle; Raising Sparks de James MacMillan (1997); y "Rilke Songs" y "Neruda Songs" de Peter Lieberson para su esposa, la mezzo Lorraine Hunt Lieberson.
En el 2020 Venus and Adonis de Rodrigo Ruiz, escrito para la soprano inglesa Grace Davidson, se convirtió en el primer ciclo vocal escrito por un compositor mexicano; además, al estar basado en el poema narrativo homónimo de William Shakespeare, cuenta con el distintivo de ser el primer ciclo vocal que use exclusivamente textos del poeta y dramaturgo inglés.